# 닛코 국립공원

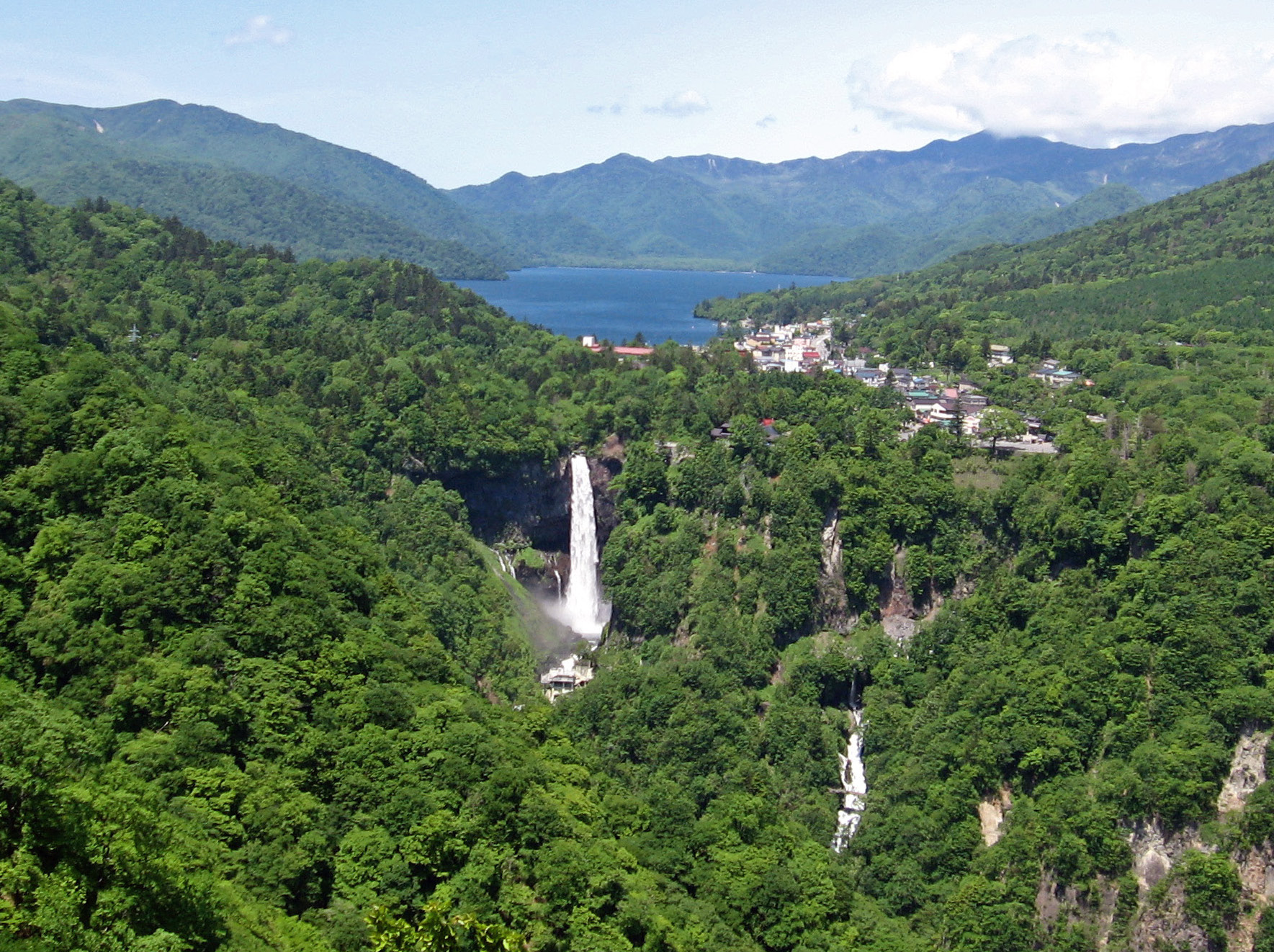
닛코 국립공원의 게곤 폭포 주젠지호

닛코 국립공원(日光国立公園)은 일본 혼슈섬의 간토 지방에 있는 국립 공원이다. 공원은 도치기현, 군마현, 후쿠시마현, 니가타현의 네 개의 현에 걸쳐있고 총 면적은 1,400.21km2이다. 1934년 12월 4일에 설립되었다.
주요 관광지로는 다음이 있다.
- 닛코 동조궁
- 주젠지호
- 게곤 폭포
- 류즈 폭포
- 난타이 산
- 닛코-시라네 산
- 오제가하라

## 같이 보기
- 일본의 국립공원